# Série Mundial de Futebol
A Série Mundial de Futebol, ou simplesmente Série Mundial, é uma série de jogos de futebol internacional organizado pela Major League Soccer (MLS), a liga de futebol dos EUA.

## História
A princípio, o nome Série Mundial de Futebol era usado para uma série de partidas organizadas pela U.S. Soccer (a federação de futebol estadunidense) para equipes seniores e que foi realizada entre 1991 e 1994. Em 2005, a MLS retomou o nome (em inglês World Series of Soccer, cuja sigla é WSS) para organizar partidas de futebol entre as equipes de sua liga e as principais equipes de futebol do mundo. * As equipes da MLS que mais vezes participaram da Série Mundial até agora foram o DC United, o Chicago Fire e o Los Angeles Galaxy com duas participações para cada um. Entre as equipes estrangeiras foram o Chelsea e os Tigres UANL com duas participações cada.

## Série Mundial de 2005
Para a primeira Série Mundial foram convidados o DC United e o Chicago Fire, para representar a MLS; o Chelsea, da Inglaterra e o Milan, da Itália.

### Resultados
24 de Julho de 2005 - Milan 0x1 Chelsea
27 de Julho de 2005 - Chicago Fire 1x3 Milan
28 de Julho de 2005 - D.C. United 1x2 Chelsea
31 de Julho de 2005 - Milan 1x1 Chelsea

## Série Mundial de 2006
Para a Série Mundial de 2006, o DC United e o Chicago Fire acrescentados do Los Angeles Galaxy, FC Dallas, New England Revolution, Chivas USA, Columbus Crew, Red Bull New York e o Real Salt Lake foram escolhidos como representates da MLS. Entre os estrangeiros foram convidados o inglês Everton, os espanhóis Real Madrid e Barcelona, os mexicanos América, Tigres UANL e Necaxa e Celtic da Escócia.

### Resultados
12 de Julho de 2006 - D.C. United 4x0 Celtic F.C.
12 de Julho de 2006 - Chicago Fire 1x2 América
12 de Julho de 2006 - Los Angeles Galaxy 0x1 Necaxa
19 de Julho de 2006 - New England Revolution 1x1 Celtic
19 de Julho de 2006 - FC Dallas 2x0 Tigres UANL
23 de Julho de 2006 - Chivas USA 1x1 (5-4 PK) América
26 de Julho de 2006 - Columbus Crew 1x1 Everton F.C.
9 de Agosto de 2006 - D.C. United 1x1 Real Madrid
12 de Agosto de 2006 - New York Red Bulls 1x4 FC Barcelona
12 de Agosto de 2006 - Real Salt Lake 0x2 Real Madrid

## Série Mundial de 2007
Após o "inchaço" de 2006, em 2007 a Série Mundial foi reduzida a apenas quatro equipes: o Los Angeles Galaxy, representado a MLS e, entre os estrangeiros, o Chelsea, da Inglaterra; o Tigres UANL, do México e o Suwon Samsung Bluewings, da Coreia do Sul. Embora menor teve muita repercussão, pois foi usada para promover a chegada do britânico David Beckham ao futebol estadunidense.

### Resultados
17 de Julho de 2007 - Suwon Samsung Bluewings 0x1 Chelsea F.C.
17 de Julho de 2007 - Tigres UANL
3x0 Los Angeles Galaxy
21 de Julho de 2007 - Tigres UANL
3x0 Suwon Samsung Bluewings
21 de Julho de 2007 - Chelsea F.C. 1x0 Los Angeles Galaxy